# Нагорное (Правдинский район)
Нагорное — поселок в Правдинском районе Калининградской области.

## География
Находится в южной части Калининградской области на расстоянии приблизительно 12 км на запад по прямой от административного центра района города Правдинск.

## История
Населенный пункт назывался ранее Перкаппен (до 1947 года). В составе Правдинского района с 2006 по 2015 год входил в Домновское сельское поселение.

## Население
Численность населения: 10 человек (1910 год), 10 (русские 80 %) в 2002 году, 0 в 2010.